# Waitea
Waitea Warcup & P.H.B. Talbot (sklerotnica) – rodzaj grzybów z rodziny powłocznikowatych (Corticiaceae). Należą do niego dwa gatunki, w Polsce występuje jeden.

## Charakterystyka
Grzyby kortycjoidalne o owocniku rozproszonym, cienkim, gładkim, białym, przechodzącym w ochrowy. System strzępkowy monomityczny, strzępki w subhymenium cienkościenne, szkliste, krótkokomórkowe, nieco napęczniałe, często nieregularne, niektóre poskręcane, rozgałęzione, strzępki w subikulum kolorowe, długokomórkowe, proste, z nieco pogrubionymi ściankami, wszystkie strzępki bez sprzążek. Cystyd brak. Podstawki podłużne cylindryczne, często zwężone w środku, z 4 sterygmami. Bazydiospory podłużnie cylindryczne, od strony brzusznej spłaszczone, szkliste do ochrowych, gładkie, cienkościenne, czasem z retrakcyjnymi przegrodami, nie wytwarzające zarodników wtórnych, nieamyloidalne.
Rodzaj Waitea jest podobny do Thanatephorus, ale różni się sposobem rozgałęzienia strzępek i brakiem wtórnego rozmnażania się bazydiospor.

## Systematyka i nazewnictwo
Pozycja w klasyfikacji według Index Fungorum: Corticiaceae, Corticiales, Incertae sedis, Agaricomycetes, Agaricomycotina, Basidiomycota, Fungi.
Polską nazwę nadał Władysław Wojewoda w 2003 r.
Gatunki:
- Waitea circinata Warcup & P.H.B. Talbot 1962 – sklerotnica kukurydziana
- Waitea nuda Clémençon 1990

Wykaz gatunków i nazwy naukowe na podstawie Index Fungorum. Nazwy polskie według Władysława Wojewody.